# Аконіт джунгарський
Аконіт джунгарський (лат. Aconitum soongaricum) — багаторічна трав'яниста отруйна рослина, вид роду Аконіт (Aconitum) родини Жовтецеві (Ranunculaceae).
Ареал виду — Кашмір, КНР, Киргизстан, Казахстан (Джунгарський Алатау і Заілійський Алатау), епізодично Тарбагатай на висотах 2500-3000 метрів.
Виростає лише на північних схилах на досить багатих ґрунтах з помірним зволоженням. Не зустрічається в гірничо-лісовому субальпійському поясі, на відкритих рівних гірських луках і по берегах річок.
Через високу цінності цієї рослини в традиційній китайській медицині коріння аконіту джунгарского східних відрогів Джунгарського Алатау до початку XX століття практично повністю викопали. Така ж доля спіткала і вкраплення аконіту джунгарського в Кашмірі.
Всі частини рослини містять алкалоїди, пов'язані з аконітовою кислотою, головний з яких - аконітин. Але їх кількість залежить від фази вегетації; весняні пагони до цвітіння найбільш багаті алкалоїдами.

З інших алкалоїдів знайдені: неопеллін, напеллонін (до 0,24%) [8], спартеїн, сліди ефедрину. Крім алкалоїдів, з бульб аконіту був отриманий даукостерін, а також значна кількість цукру (9%), мезоінозідол (0,05%), трансаконітинова, бензойна, фумарова і лимонна кислоти. Встановлено наявність міристинової, пальмітинової, стеаринової, олеїнової і лінолевої кислот. Бульби містять також флавони, сапоніни, смоли, крохмаль, кумарини (0,3%).